# Мошок (Владимирская область)
Мошо́к — село, центр Мошокского сельского поселения Судогодского района Владимирской области.
Расположено в 35 км на юго-восток от Судогды и в 77 км от Владимира на автодороге Владимир-Муром.

## История
Село Мошок впервые упоминается в первой приписи духовной грамоты князя Михала Ивановича Воротынского: "Государь царь и великий князь Иван Васильевич всеа Росии...дал мне...в Муромском уезде село Мошок со всеми деревнями того села".
Припись датирована февралём 1569 г.
Название село получило, видимо, из-за болотистой мшистой почвы, на которой оно расстроилось. В XVI—XVII столетиях Мошок является центром громадной вотчины князей Воротынских. Они были потомками черниговского князя Михаила Всеволодовича и состояли также в родстве с домом литовского князя Ольгерда.
В селе стоял деревянный княжеский дворец. Население вотчины составляло 6 000 душ мужского пола. Село Мошок было центром богатейшей вотчины, населенной почти исключительно дворней, обслуживающей вотчинников, причём людей самых разных профессий (45 домов дворовых людей). По писцовым книгам Муромского уезда 1627—1630 года село Мошок значилось старинной вотчиной князя Алексея Ивановича Воротынского — внука князя Михайла. В селе значилась старая деревянная церковь Успения Пресвятой Богородицы уже ветхая и стояла без пения. Она была построена на средства вотчинников.
В 1802 году был построен каменный храм Успения Пресвятой Богородицы с двумя тёплыми приделами Казанской Божией Матери и апостола Иоанна Богослова.
В середине XIX века в селе было 156 дворов. Село являлось центром Мошенской волости Судогодского уезда. Население в 1859 году — 1 241 чел., в 1897 году — 1 828 чел.
В 1896 году в селе Мошке было двуклассное министерское училище, в котором числился 71 человек. Также была женская церковно-приходская школа. В 1900 году была открыта библиотека. Помещение для библиотеки было нанято в доме местного крестьянина за сто рублей в год. Выписывались газеты «Свет», «Биржевые ведомости». Начальный фонд состоял из книг — пожертвование частных лиц. В 1918 году библиотека располагалась в центре села на первом этаже двухэтажного дома.
Храм был закрыт в 1937 году, были сброшены колокола и сожжены иконы. В 1960 году в ходе хрущёвский гонений на Церковь местная власть хотела взорвать полуразрушенный храм, однако верующие не допустили этого.
Храм Успения Божией Матери, как памятник начала XIX века храм был отремонтирован в 1980 году: снаружи побелен, вставлены окна и т. д. В 1990 году усилиями жителей села и священником с. Ликино о. Василием Плескуном храм был вновь открыт. Первая литургия была совершена на Пасху в 1991 году. При Мошокском храме с 1997 года работает детская воскресная школа, которую посещают около 20 детей.
С 1929 года село являлась центром Мошокского сельсовета Судогодского района, с 2005 года — центр Мошокского сельского поселения.

## Население
| 1859 | 1897  | 1905 | 1926  | 2002  | 2010  | 2021 |
| ---- | ----- | ---- | ----- | ----- | ----- | ---- |
| 1241 | ↗1828 | ↘855 | ↗1455 | ↘1208 | ↘1133 | ↘986 |

## Инфраструктура
В поселке расположена Мошокская средняя общеобразовательная школа (образована в 1885 году), детский сад, амбулатория, отделение почтовой связи.